# Martin Maria Schwarz

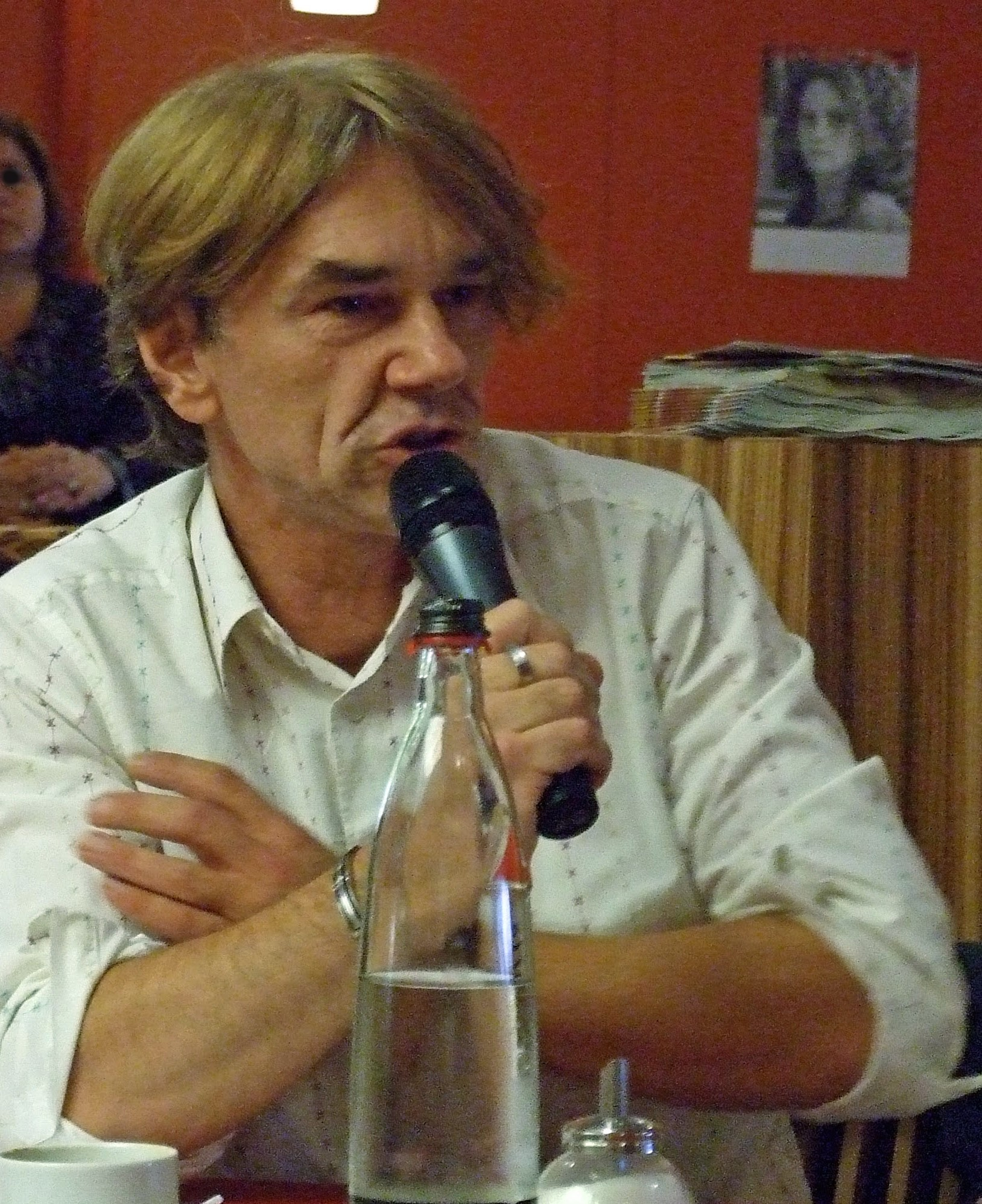
Martin Maria Schwarz (2009)

Martin Maria Schwarz (* 1963 in Frankfurt am Main) ist ein deutscher Rundfunkmoderator, Sprecher und Autor.

## Ausbildung
Aufgewachsen ist Schwarz in Kelkheim im Taunus. Er besuchte die Bischof-Neumann-Schule in Königstein im Taunus. Nach dem Abitur absolvierte er zunächst eine Ausbildung zum Hotelkaufmann. Er studierte dann in Mainz, Marburg und Bordeaux Germanistik, Romanistik und Kunstgeschichte.

## Beruflicher Werdegang
Im Anschluss an sein Studium begann Martin Maria Schwarz eine journalistische Laufbahn, zunächst als freier Mitarbeiter kleinerer Radiosender. Seine Ausbildung zum Sprecher absolvierte er Anfang der 1990er Jahre an der deutschen Blindenhörbücherei in Marburg. In dieser Zeit trat Schwarz u. a. auch mit einem Kabarett-Ensemble auf und gab  Rezitationsabende. Dies wurde für ihn zum Sprungbrett zum Rundfunk, wo er seit 1997 als Autor, Redakteur, Sprecher und Moderator in der Kulturredaktion des Hessischen Rundfunks arbeitet. Im aktuellen Informationsprogramm ist er zuständig für das Thema „Wein und Genuss“. Er bezeichnet sich selbst als „Gourmetanalyst“.
Er schreibt als freier Autor u. a. für die Frankfurter Allgemeine Sonntagszeitung und publizierte Essays in Cottas Kulinarischem Almanach 2005 und 2006. Außerdem ist er Herausgeber und Autor von mehreren Hörwerken zur Fußballgeschichte sowie des Hörbuchprojektes „Welt der Rebsorten“ und wirkte an der Audio-Dokumentation »Zwölf Jahre – Hitler und sein Reich« mit.
Für den Hörbuchverlag Belterhausen und für den Verlag Hoffmann und Campe hat er mehr als zwei Dutzend sehr erfolgreicher Hörbücher gesprochen, aber auch teilweise selbst geschrieben und produziert, darunter mehrere Krimis von Agatha Christie, Thriller wie „Feindliche Übernahme“ und  „Das Programm“ von Michael Ridpath sowie Romane von Jules Verne. Seine Version von Vernes In 80 Tagen um die Welt wurde von einem unabhängigen Jurorenteam zum besten Kinder- und Jugendhörbuch im Januar 1998 gewählt.
Zusammen mit seinem hr-Kollegen Ulrich Sonnenschein hat er im Jonas Verlag Marburg eine Reihe zur hessischen Landeskunde und Landesgeschichte herausgebracht. Im Jahr 2002 wurde diese vom Landesverband Hessen des Börsenvereins des Deutschen Buchhandels zum „Hessenbuch des Jahres“ gewählt. Ebenfalls zusammen mit Sonnenschein veröffentlichte Schwarz im Jahr 2006 die CD „Ich habe fertig. Die besten Sprüche des Fußball im O-Ton“ im Hörverlag.

## Bücher
- Hessen zornig – Orte spontaner Erregung. Merburg 2007, ISBN 978-3-89445-385-5.
- Hessen langsam – Orte gedehnter Zeit. Marburg 2006, ISBN 3-89445-371-0.
- Hessen schamlos – Orte verwegener Taten. Marburg 2004, ISBN 3-89445-332-X.
- Hessen vergessen – Orte ohne Erinnerung. Marburg 2003, ISBN 3-89445-325-7.
- Hessen gefälscht – Orte eigener Wahrheit in Hessen. Marburg 2002, ISBN 3-89445-308-7.
- Hessen riskant – Orte des Scheiterns in Hessen. Marburg 2000, ISBN 3-89445-265-X.
- Hessen kriminell – Orte des Verbrechens in Hessen. Marburg 1999, ISBN 3-89445-253-6.

## Auszeichnungen
- Prix du Champagne Lanson 2007